# Martín Muñoz de las Posadas
Martín Muñoz de las Posadas è un comune spagnolo di 446 abitanti situato nella comunità autonoma di Castiglia e León.